# Jean Donadieu
Pour les articles homonymes, voir Donadieu.
Jean Donadieu, né le 27 mars 1744 à Arles (Bouches-du-Rhône), mort guillotiné le 27 mai 1794 à Paris, est un général de la Révolution française.

## États de service
Il s'engage pour 8 ans, le 6 avril 1766, comme dragons au régiment d'Angoulême, se rengage pour 8 ans le 28 avril 1770 et est nommé brigadier le 15 juin 1775. Il rengage une seconde fois le 1er janvier 1781 et devient maréchal des logis le 15 juin 1781. De nouveau rengagé, pour 4 ans, le 13 septembre 1787 il est nommé sous-lieutenant le 15 septembre 1791 puis lieutenant le 3 juin 1792, il devient capitaine au 11e régiment de dragons le 1ermai 1793. 

Le 18 octobre 1793, sur les hauteurs de Geudertheim, lors d’une charge de cavalerie, il enlève à l’ennemi un étendard. Le général Carlenc l'envoie à Paris remettre au ministre de la guerre, Jean-Baptiste Bouchotte, ce guidon autrichien qui est présenté à la Convention nationale.

Pour ce fait d'armes, il est promu général de brigade le 8 brumaire an II (29 octobre 1793) à l’armée du Rhin par le Conseil exécutif.

À la suite d'un arrêté d'Élie Lacoste, en date du 30 germinal an II, il est traduit devant le tribunal révolutionnaire de Paris. Protestant qu'il ne pouvait passer le défilé où il s'était engagé « sans s'exposer à perdre 600 hommes sur 700 et que son premier devoir était de ne pas exposer inutilement ses hommes parce que toute sa troupe aurait été massacrée », mais Mermet, Hoche, Debelle et Chasseloup-Laubat, tous présent sur place, l'avaient unanimement inculpé. 

À charge, Debelle dit que la cavalerie de Donadieu n'a pas chargé l'ennemi, Mermet indique qu'au premier boulet ennemi Donadieu fait faire demi-tour à sa colonne et Hoche ajoute que « ce mouvement a permis au ennemis de passer par Wissembourg ce qu'ils n'eussent pas fait dans le cas contraire ».

Il est condamné à mort et guillotiné le 27 mai 1794.

## Sources
- Les ouvrages cités en bibliographie
- (en) « Generals Who Served in the French Army during the Period 1789 - 1814: Eberle to Exelmans »
- Étienne Charavay, Correspondance général de Carnot, tome 3, imprimerie Nationale, 1887